# Igła Deschampsa

Igła Deschampsa "prawa"

Igła Deschampsa – narzędzie chirurgiczne, służące do przeprowadzania nici chirurgicznej wokół struktur anatomicznych w polu operacyjnym. Nazwa narzędzia upamiętnia pomysłodawcę, francuskiego chirurga Josepha François Louisa Deschampsa.
Igła Deschampsa umożliwia przewleczenie nici chirurgicznej wokół naczynia i jego podwiązanie bez jego odwarstwiania od otaczających tkanek na znacznym odcinku (czego wymagałaby próba przełożenia podwiązki palcami). Narzędzie jest też używane w innych sytuacjach wymagających przeprowadzenia nici przez trudniej dostępne okolice (np. w głębi rany).
Przyrząd składa się z rękojeści i długiej części roboczej, zakończonej półkolistym zagięciem ustawionym prostopadle do długiej osi narzędzia, z otworem służącym do przewleczenia nici. Występuje w odmianach "prawej" i "lewej" (w zależności od kierunku zagięcia, ułatwiającego użycie odpowiednio prawą lub lewą ręką), zakończona tępo lub z ostrym końcem.